# Alojzije Palić
Blaženi Alojzije Palić (Janjevo, 14. travnja 1878. – Peć, 7. ožujka 1913.) bio je hrvatski franjevački prezbiter, mučenik i blaženik s Kosova.

## Životopis
Postaje redovnik Reda manje braće 23. rujna 1896., a svećenik 20. travnja 1902. Školovao se u Bologni, u Italiji, gdje je kompletirao i svu svoju franjevačku formaciju. 
Nakon završetka studija, vraća se na Kosovo gdje obnaša službu župnika, i to u Bazëu i Đakovici 1907. godine te u Peći i Glođanama od 1911. do 1913. godine, u vrijeme balkanskih ratova.
Nakon Balkanskih ratova, Srbi i Crnogorci počinili su strašne zločine nad albanskim i drugim nesrpskim stanovništvom Kosova i Albanije.
Kao župnik u Župi Glođane suprotstavlja se nasilnom pokrštavanju muslimana u nekoliko okolnih sela, od strane pravoslavaca, zbog čega biva uhićen i nekoliko dana pritvoren u zatvoru u Đakovici. Dana 7. ožujka 1913., na putu blizu sela Janosha, crnogorski vojnici skinuli su mu franjevački habit, a onda su ga ubili s pet hitaca iz puške. Tijelo mu je odmah bilo pokopano na tome istome mjestu. Nakon nekoliko tjedana nađeno je njegovo neraspadnuto tijelo i preneseno je u crkvu u Zjum. 
Postupak za beatifikaciju započeo je u Skadarskoj biskupiji 10. studenoga 2002., zajedno s 40 mučenika ubijenih zbog mržnje prema katoličkoj vjeri (uglavnom Albanaca), a obuhvaća razdoblje od 1913. sve do 1974. godine. Među njima su bila još dvojica Hrvata, Serafin Kodić Glasnović i Anton Muzić, koji su proglašeni blaženima 2016. godine. Proces za fra Alojzija Palića trajao je duže pa je kasnije, dana 16. studenoga 2024. godine, u Skadru u Albaniji proglašen blaženim.
Fra Alojzijev životni put zabilježen je u dokumentarnom filmu Bože Vodopije Svete vjere mučenici: hrvatski blaženici iz Janjeva i Vrnavokola.